# 충녀
"충녀"는 1972년에 개봉한 대한민국의 영화이다. 1984년 김기영 감독 본인에 의해 육식동물로 리메이크 되었다.

## 캐스팅
- 윤여정 : 명자 역
- 남궁원 : 동식 역
- 전계현 : 동식의 처 역
- 김주미 : 동식의 딸 역
- 박인찬
- 이대근
- 김호정
- 신종섭
- 황백
- 박암
- 박정자 : 마담 역
- 사미자 : 호스티스 역